# Gârceni, Vaslui
Gârceni este satul de reședință al comunei cu același nume din județul Vaslui, Moldova, România. Se află în partea de nord-vest a județului, în Colinele Tutovei.